# Alexis Guendouz
Alexis Guendouz (Saint-Etienne, 26 gennaio 1996) è un calciatore algerino, portiere del Persepolis e della nazionale algerina.

## Carriera

### Club
Cresciuto nelle giovanili del Saint-Etienne, esordisce nella seconda squadra nella stagione 2017-2018. Nel 2018 passa in prestito al Pau, militante in Ligue 2, diventandone il portiere titolare. Dopo un'ulteriore stagione con i francesi, viene acquistato dall'USM Alger.
Nel 2022 viene acquistato dal CR Belouizdad, anch'esso club algerino. Nel 2024 passa in forza al club iraniano del Persepolis.

### Nazionale
Nato in Francia ma di origine algerina, nel 2022 viene chiamato per la prima volta dal C.T. Madjid Bougherra in nazionale maggiore per le gare di qualificazione al campionato delle nazioni africane 2022.
Fa il suo esordio il 23 gennaio 2023, nella gara vinta 1-0 contro la Libia, proprio del suddetto campionato, di cui disputerà quasi tutte le gare eccetto la semifinale, in quanto espulso nella gara precedente contro la Costa D'Avorio; il campionato è poi perso dall'Algeria in finale a favore del Senegal.

## Statistiche

### Cronologia presenze e reti in nazionale
| Cronologia completa delle presenze e delle reti in nazionale ― Algeria | Cronologia completa delle presenze e delle reti in nazionale ― Algeria | Cronologia completa delle presenze e delle reti in nazionale ― Algeria | Cronologia completa delle presenze e delle reti in nazionale ― Algeria | Cronologia completa delle presenze e delle reti in nazionale ― Algeria | Cronologia completa delle presenze e delle reti in nazionale ― Algeria | Cronologia completa delle presenze e delle reti in nazionale ― Algeria | Cronologia completa delle presenze e delle reti in nazionale ― Algeria |
| Data                                                                   | Città                                                                  | In casa                                                                | Risultato                                                              | Ospiti                                                                 | Competizione                                                           | Reti                                                                   | Note                                                                   |
| ---------------------------------------------------------------------- | ---------------------------------------------------------------------- | ---------------------------------------------------------------------- | ---------------------------------------------------------------------- | ---------------------------------------------------------------------- | ---------------------------------------------------------------------- | ---------------------------------------------------------------------- | ---------------------------------------------------------------------- |
| 13-1-2023                                                              | Algeri                                                                 | Algeria                                                                | 1 – 0                                                                  | Libia                                                                  | Campionato delle Nazioni Africane 2022 - 1º turno                      | -                                                                      |                                                                        |
| 17-1-2023                                                              | Algeri                                                                 | Algeria                                                                | 1 – 0                                                                  | Etiopia                                                                | Campionato delle Nazioni Africane 2022 - 1º turno                      | -                                                                      |                                                                        |
| 21-1-2023                                                              | Algeri                                                                 | Mozambico                                                              | 0 – 1                                                                  | Algeria                                                                | Campionato delle Nazioni Africane 2022 - 1º turno                      | -                                                                      |                                                                        |
| 27-1-2023                                                              | Algeri                                                                 | Algeria                                                                | 1 – 0                                                                  | Costa d'Avorio                                                         | Campionato delle Nazioni Africane 2022 - Quarti di finale              | -                                                                      | 20’                                                                    |
| 4-2-2023                                                               | Algeri                                                                 | Algeria                                                                | 0 – 0 dts (4 – 5 dtr)                                                  | Senegal                                                                | Campionato delle Nazioni Africane 2022 - Finale                        | -                                                                      |                                                                        |
| 10-10-2024                                                             | Annaba                                                                 | Algeria                                                                | 5 – 1                                                                  | Togo                                                                   | Qual. Coppa d'Africa 2025                                              | -1                                                                     | 90+4’                                                                  |
| 14-10-2024                                                             | Lomé                                                                   | Togo                                                                   | 0 – 1                                                                  | Algeria                                                                | Qual. Coppa d'Africa 2025                                              | -                                                                      |                                                                        |
| 17-11-2024                                                             | Tizi Ouzou                                                             | Algeria                                                                | 5 – 1                                                                  | Liberia                                                                | Qual. Coppa d'Africa 2025                                              | -1                                                                     |                                                                        |
| 21-3-2025                                                              | Francistown                                                            | Botswana                                                               | 1 – 3                                                                  | Algeria                                                                | Qual. Mondiali 2026                                                    | -1                                                                     |                                                                        |
| 25-3-2025                                                              | Tizi Ouzou                                                             | Algeria                                                                | 5 – 1                                                                  | Mozambico                                                              | Qual. Mondiali 2026                                                    | -1                                                                     |                                                                        |
| Totale                                                                 |                                                                        | Presenze                                                               | 10                                                                     |                                                                        | Reti                                                                   | -4                                                                     |                                                                        |